# Мампассі Марк Рене
Марк Рене Мампассі (нар. 12 березня 2003, Донецьк, Україна) — український і російський футболіст конголезького походження, захисник московського «Локомотива».

## Біографія
Народився в Донецьку. Батько — конголезець, мати — українка.
Футбольну кар'єру розпочав 2010 року в академії місцевого «Шахтаря».
Виступав у молодіжному чемпіонаті України, але жодного разу не грав за першу команду «Шахтаря». У середині лютого 2021 року відправився у піврічну оренду до «Маріуполя». Дебютував у футболці «приазовців» 6 березня 2021 року в домашньому поєдинку 17-го туру Прем'єр-ліги проти полтавської «Ворскли» (0:1). Марк вийшов на поле на 38-й хвилині, замінивши Максима Чеха.
17 грудня 2021 року перейшов до московського «Локомотива», уклавши із «залізничниками» 5-річний контракт. Суму трансферу оцінюють у 4 млн євро. Тоді ж отримав російське громадянство.